# Abakaliki

Abakaliki est une ville et une zone de gouvernement local du Nigeria. C'est la capitale de l'État d'Ebonyi, situé au sud-est du pays. Elle se trouve à 64 kilomètres au sud-est d'Enugu. La majorité de ses habitants appartiennent à l'ethnie Igbo. Elle comprenait 79 280 habitants en 2006. La population de la zone de gouvernement local est estimée à 198 100 habitants en 2016.

## Infrastructures
La ville dispose d'un hôpital fédéral et d'une université, Ebonyi State University, dans les faubourgs de la ville.

## Religion
Abakaliki est le siège du diocèse catholique du même nom, avec la cathédrale Sainte-Thérèse.